# Левантська археологія

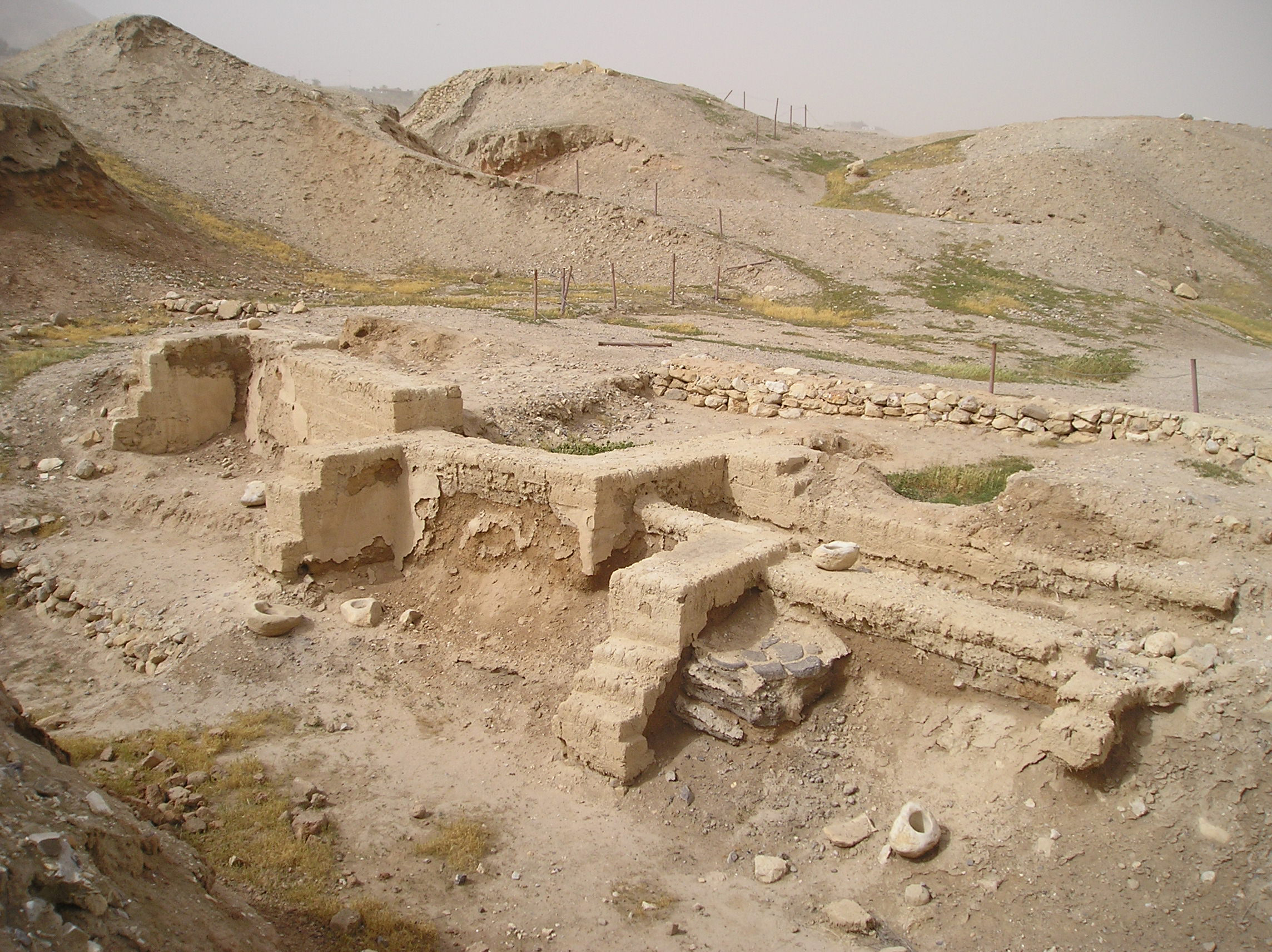
Фундаменти житлових будинків, знайдені в Телль-ес-Султані в Єрихоні

Левантська археологія — археологічне дослідження Леванту. Вона також відома як сиро-палестинська археологія або палестинська археологія (зокрема, коли область дослідження зосереджена на стародавній Палестині). Окрім важливості для дисципліни біблійної археології, Левант надзвичайно важливий для формування розуміння історії найдавніших народів кам'яного віку.
Поточні археологічні розкопки в Ізраїлі проводяться Відомством старожитностей Ізраїлю (ВСІ), а в районах, які контролюються Палестинською національною адміністрацією (ПА), Міністерством туризму та старовини, яке працює під егідою ВСІ. Палестинська влада забороняє необмежені розкопки на місцях археологічного значення. У Йорданії та на Кіпрі є еквівалентні та схожі органи влади, Генеральний директорат у справах старожитностей і музеїв у Сирії та департамент Міністерства культури та туризму (Туреччина).

## Термінологія та сфера застосування
Археологія Леванта охоплює розкопки, порятунок, збереження та реконструкцію, а також дослідження за межами об'єкта, інтерпретацію та інші наукові дослідження. Географічний охоплення левантійської археології включає провінцію Хатай в Туреччині, Сирію, Ліван, Ізраїль, Палестину, Йорданію та Кіпр. Термінологія археології в Леванті визначалася по-різному, часто конкуруючими або перекриваючими один одного способами. До та під час періоду Британського мандату в Палестині (1920—1948) археологія регіону зазвичай описувалася як палестинська археологія або біблійна археологія.
Під впливом Вільяма Ф. Олбрайта (1891—1971) біблійні дослідження та розповіді ставали все більш важливими; справді, Олбрайт розглядав палестинську археологію або левантську археологію як підгалузь біблійної археології. «Археологія стародавнього Ізраїлю є лише невеликою частиною набагато більшого дослідження палестинської археології» — описують Франкен і Франкен-Баттерсхілл у книзі «Підручник старозавітної археології» (1963). В огляді північноамериканських дисертацій переважний акцент був зроблений на південному Леванті. Однак лише розглядаючи північний Левант разом із південним, можна розглянути ширші археологічні та історичні питання.
Хоча і класична археологія, і левантська археологія мають справу з тим самим загальним регіоном дослідження, фокус і підхід цих взаємопов'язаних дисциплін відрізняються. Навіть вчені, які продовжували відстоювати роль класичної археології, визнали існування загального розділу левантської археології. Крім того, класична археологія може охоплювати сфери, що стосуються Біблії за межами Леванту (наприклад, Єгипет чи Персія), і вона бере до уваги використання та пояснення біблійних текстів, які левантські археологи ігнорують. Окрім важливості для дисципліни класичної археології, регіон Леванту має вирішальне значення для розуміння історії найдавніших народів кам'яного віку.
В академічному, політичному та громадському середовищі археологія регіону також може бути описана в термінах стародавнього чи сучасного Ізраїлю, Йорданії, Палестини, Лівану, Сирії, Кіпру та турецької провінції Хатай. Археологи можуть визначати географічний діапазон вужче, особливо для запитів, які фокусуються на «Ізраїлі» чи «Палестині», незалежно від того, чи трактуються вони як стародавні чи сучасні території. Змінна термінологія за останні 50 років відображає політичну напруженість, яка існує всередині та на полі.
Левантська археологія у ХХІ столітті відсунула біблійні проблеми на менш домінуючу позицію, функціонуючи як «велике шатро», що об'єднує численні археологічні практики. Левант продемонстрував культурну спадкоємність протягом більшості історичних періодів, що призвело до посиленого вивчення регіону в цілому.

### Тимчасовий обсяг
Від доісторичних часів до залізного віку хронологічні періоди зазвичай називали відповідно до технологічного розвитку, характерного для тієї епохи. Починаючи з вавилонської епохи і далі, назви ґрунтуються на історичних подіях. Науковці часто розходяться в думках щодо точних дат і термінології, яку слід використовувати для кожного періоду.
Деякі визначення часового масштабу, особливо раніше, мали тенденцію виключати події після візантійського періоду, але часовий обсяг левантійської археології з роками розширювався. У 1982 році Джеймс А. Сауер писав, що ісламські періоди (630—1918 рр. н. е.) були частиною левантійських археологічних досліджень, і що, хоча деякі періоди «ігнорувалися, нехтувалися або навіть відкидалися заради інших періодів», зараз «майже загальновизнаним принципом є те, що до археологічних свідчень усіх періодів слід ставитися з однаковою увагою».
Леслі Дж. Гоппе, написавши в 1987 році, стверджує, що Деверове визначення часового охоплення левантської археології виключає ранньоарабський період (640—1099), період хрестоносців (1099—1291), період мамлюків (1250—1517) та османський період (1517—1918). Проте визначення Девером часового обсягу поля в книзі «Що знали біблійні письменники і коли вони це знали?» (2001), вказує на те, що критика Гоппе більше не діє. Там Девер пише, що часові рамки левантійської археології «поширюються далеко за межі „біблійного періоду“, охоплюючи все від нижнього палеоліту до османського періоду».

#### Список археологічних періодів
Наведений нижче список, від епохи палеоліту до візантійського періоду, складено з визначень, наданих у «Біблійному словнику Мерсера». Для наступних періодів термінологія та дати походять від Сауер і Гoppe.
Передісторія визначається як період, що передує появі писемності, яка призвела до створення письмової історії. Для Леванту поява писемності відбувається в різні моменти, але пізній бронзовий вік вважається першим періодом, який чітко виходить за межі передісторії. Щоб уникнути субрегіональних конфліктів, передісторія як категорія не розглядається в цьому списку.
- Палеоліт (давня кам'яна доба) = 1 500 000–14 000 років до н.
- Епіпалеоліт (мезоліт, середня кам'яна доба) = 14 000–8 000 років до н.
- Неоліт (нова кам'яна доба) = 8 000–5 800 років до н.
- Епоха енеоліту (мідно-кам'яна доба) = 5800–3700 років до н.
- Бронзова доба
  - Рання бронзова доба= 3700–2500 рр. до н.е
  - EB IV/Проміжна бронза (IB) (раніше EB IV/MB I) = 2500—2000 до н.
  - Доба середньої бронзи (MB) = 2200—1550 рр. до н
    - MB I (раніше MB IIA) = 2000—1750 рр. до н
    - MB II(–III) (раніше MB IIB/C) = 1750—1550 рр. до н.

  - Доба пізньої бронзи (LB) = 1550—1200 рр. до н
    - LB I = 1550—1400 рр. до н.е
    - LB II = 1400—1200 рр. до н.е
- Залізна доба = 1200—586 рр. до н.е
  - Залізо I = 1200—980 рр. до н.е
  - Залізо IIA = 980—830 до н.е
  - Залізо IIB = 830—721 рр. до н.е
  - Залізо IIC = 721—586 рр. до н.е
- Вавилонський період = 586—539 рр. до н
- Перський період = 539—332 рр. до н
- Елліністичний період = 332–63 рр. до н.е
  - Ранній елліністичний період = 332—198 рр. до н
  - Пізній елліністичний = 198–63 рр. до н
- Римський період = 63 р. до н. е. — 324 р. н
  - Ранній римський період = 63 р. до н. е. — 135 р. н. е
  - Пізній римський період = 135—324 рр. н
- Візантійський період = 324—640 н.е
- Ісламський період = 630—1918 н.е
  - Ранній арабський період = 640—1099 н.е
  - Період хрестоносців = 1099—1291 н.е
  - Період мамлюків = 1250—1517 н.е
  - Османський період = 1517—1918 рр. н. е

## Історія
Сучасна левантська археологія почалася наприкінці ХІХ століття. Ранні експедиції не мали стандартизованих методів розкопок та інтерпретації, і вони часто були чимось більшим, ніж експедиції з пошуку скарбів. Недостатнє усвідомлення важливості стратиграфії для датування об'єктів призвело до копання довгих траншей посередині ділянки, що ускладнило роботу пізніших археологів.
Едвард Робінсон виявив численні пам'ятки стародавності та опублікував свої висновки разом з Елі Смітом у ключовому тритомному дослідженні під назвою «Біблійні дослідження в Палестині та прилеглих регіонах: Журнал подорожей у 1838 році». У Сирії Ернест Ренан проводив дослідження в 1860-х роках, а Говард Кросбі Батлер з Прінстонського університету проводив дослідження візантійських християнських місць (1904—1909). На початку 1900-х років великі проекти були створені в Самарії, Гезері, Мегіддо та Єрихоні.
Ранню школу сучасної левантійської археології очолював Вільям Ф. Олбрайт, чия робота була зосереджена на біблійних оповіданнях. Сам Олбрайт вважав, що Фредерік Джонс Блісс (1857—1939) був батьком левантійської археології, хоча Блісс не дуже відомий у цій галузі. Джеффрі А. Блейклі пояснює це наступником Блісса у Палестинському дослідницькому фонді, RAS Macalister (1870—1950), який применшив досягнення свого попередника.

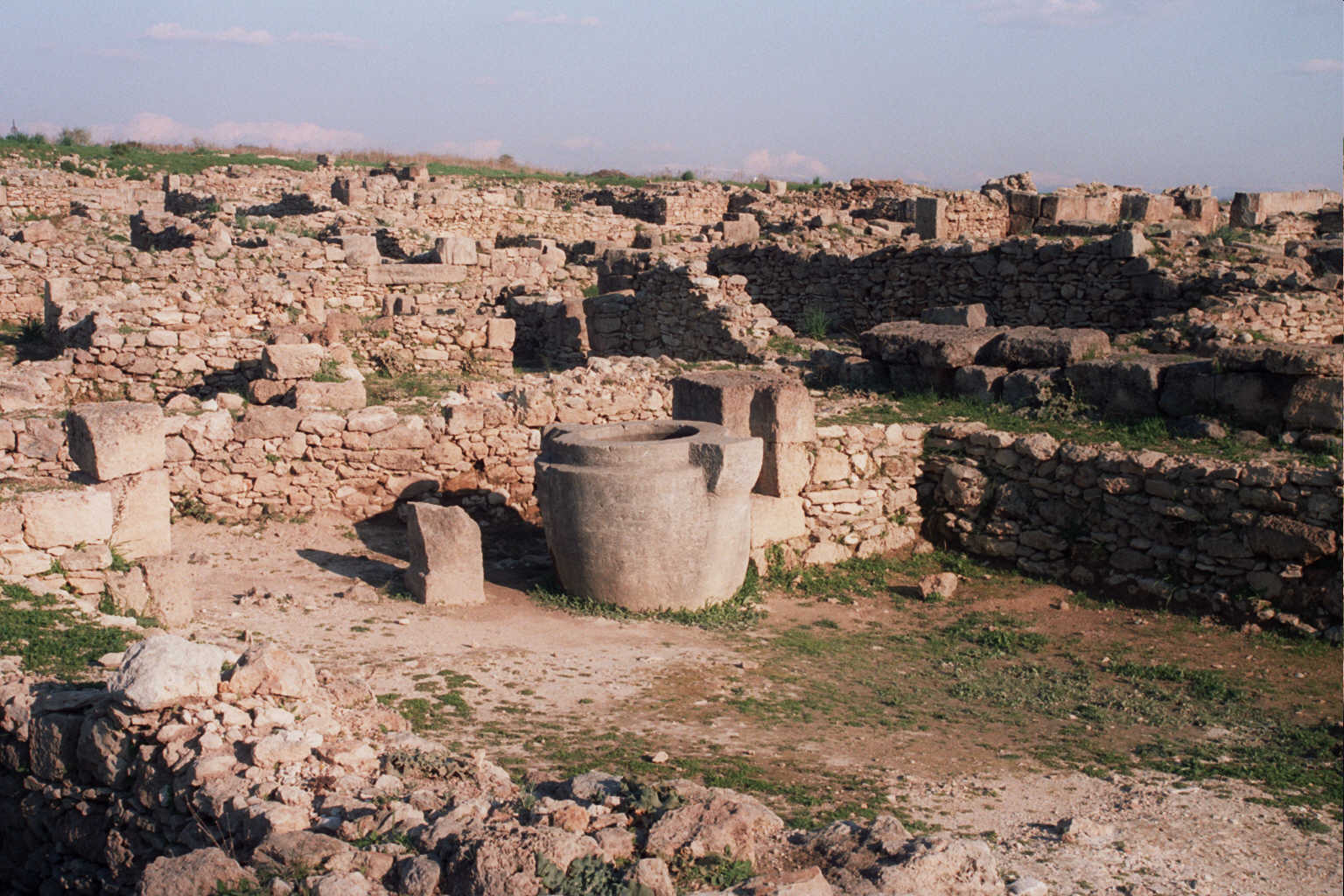
Розкопані руїни в Рас Шамра в Сирії

Після створення в регіоні незалежних арабських держав у 1960-х рр. були засновані національні школи археології. Дослідницькі центри та перспективи цих установ відрізнялися від західних археологічних підходів, прагнучи уникати біблійних досліджень та пошуку теологічних коренів у Святій Землі та зосереджуватися більше, хоча й не виключно на ісламській археології.
Таким чином арабські археологи додали «новий енергійний елемент до сиро-палестинської археології».

У той час як у середині ХХ століття зросла важливість стратиграфії, типології та валів, тривала тенденція ігнорувати точні дані на користь суб'єктивних інтерпретацій викликала критику. Наприклад, Пол В. Лепп, про якого багато хто вважав, що займе мантію Олбрайт перед його передчасною смертю в 1970 році, писав:
«Занадто велика частина палестинської археології є роздутою вигадкою […] Занадто часто суб'єктивна інтерпретація, не заснована на емпіричних стратиграфічних спостереженнях, використовується для того, щоб продемонструвати обґрунтованість іншої суб'єктивної інтерпретації. Ми призначаємо близькі дати групі горщиків на суб'єктивних типологічних підставах і далі наводимо нашу думку як незалежний доказ для аналогічного датування паралельної групи. Занадто велика частина будівництва фундаменту палестинської археології була пов'язана з переслідуванням аргументів ad hominem по колу».
У 1974 році Вільям Девер заснував світську, небіблійну школу сиро-палестинської археології та здійснив низку нападок на саме визначення біблійної археології. Девер стверджував, що назву такого дослідження слід змінити на «археологію Біблії» або «археологію біблійного періоду», щоб окреслити вузький часовий фокус біблійних археологів. Френк Мур Кросс, який навчався в Олбрайт і викладав Деверу, підкреслив, що, на думку Олбрайта, біблійна археологія не була синонімом левантійської археології, а скоріше, що «Вільям Фоксвелл Олбрайт вважав палестинську археологію або левантійську археологію невеликим, але важливим розділом. Біблійної археології дивно, що недавні студенти припускають їх взаємозамінні терміни». Девер погодився, що терміни не є взаємозамінними, але стверджував, що «„сиро-палестинська археологія“ — це не те саме, що „біблійна археологія“. На жаль, я мушу сказати, що всі, хто захищатиме Олбрайт і „біблійну археологію“ в цьому землі, на жаль, не мають зв'язку з реальністю в галузі археології».
В останні десятиліття термін левантська археологія загалом замінив сіро-палестинську археологію. Результати електронної бази даних для археологічних досліджень показують «переважну більшість» терміну «Левант» у порівнянні з «Сирією-Палестиною». Насамперед це пов'язано з сильною культурною та географічною спадкоємністю Леванту, північні частини якого загалом ігнорувалися в сиро-палестинській археології. Ближче до кінця ХХ століття палестинська археологія та/або левантійська археологія стали більш міждисциплінарною практикою. Фахівці в галузі археозоології, археоботаніки, геології, антропології та епіграфіки тепер працюють разом, щоб отримати важливі екологічні та неекологічні дані в рамках мультидисциплінарних проєктів.

## Осередки левантійської археології

### Аналіз кераміки
Головною проблемою левантійської археології з моменту її виникнення було вивчення кераміки. Цілі горщики та багато прикрашена кераміка — рідкість у Леванті, а простіші, менш вишукані керамічні артефакти цього регіону слугували аналітичним цілям археологів набагато більше, ніж цілям музейних колекціонерів. Повсюдна розповсюдженість черепків кераміки та їх довга історія використання в регіоні робить аналіз кераміки особливо корисною субдисципліною левантійської археології, яка використовується для вирішення питань термінології та періодизації.
Усвідомлення цінності глиняного посуду було визнано на ранніх стадіях у знаковому дослідженні, проведеному Едвардом Робінсоном та Елі Смітом результати якого були опубліковані в перших двох роботах на цю тему: «Біблійні дослідження в Палестині» (1841) та "Пізніші біблійні дослідження " (1851).
Аналіз кераміки в левантійській археології страждав від замкнутості та консерватизму через спадщину того, що Дж. П. Дессел і Олександр Х. Йоффе називають «імперською пихою паноптичної „біблійної археології“». Домінування біблійних археологічних підходів означало, що субдисципліна була відрізана від інших галузей давніх близькосхідних досліджень, за винятком випадкових посилань на північно-західну семітську епіграфіку та ассиріологію прикладами якої є стела Меша, стела Сефіра і стела з Тель-Дан.
Як наслідок, археологи, що працюють у регіоні, використовують дуже різні принципи, акценти та визначення для визначення локальних типологій. Спроби виявити і подолати ці прогалини досягли певного прогресу на конференції в Даремі, хоча було визнано, що досягти згоди щодо єдиного методу аналізу кераміки чи єдиного визначення типу, можливо, не вдасться.
Рішення, запропоноване Десселем і Йоффе, полягає в тому, щоб усі археологи на місцях надавали більш чіткі описи об'єктів, які вони вивчають. Чим більше інформації буде надано та поширено між представниками суміжних субдисциплін, тим більша ймовірність того, що вони зможуть виявити та зрозуміти спільні риси у різних типологічних системах.

### Визначення фінікійського
Левантійська археологія також включає вивчення фінікійської культури, космополітичної за характером і широко поширеної в регіоні. Згідно з Бенджаміном Сассом і Крістофом Улінгером, питання про те, що насправді є фінікійським і що є конкретно фінікійським у фінікійській іконографії, становлять одну добре відому суть левантійської археології. Без відповідей на ці запитання, автори стверджують, що дослідження, що вивчають ступінь проникнення фінікійського мистецтва та символізму в різні райони Сирії та Палестини, не матимуть успіху.

## Практики

### Ізраїльська
Єврейський інтерес до археології сягає початку сіоністського руху та заснування Єврейського товариства дослідження Палестини в 1914 році. Розкопки на цьому ранньому етапі були зосереджені на місцях, пов'язаних з Біблією та стародавньою юдейською історією, і включали місця філістимлян в Афулі та Нагарії, а також село другого-четвертого століть у Бет-Шеарімі та синагогу в Бет-Альфі. Першими археологічними піонерами в 1920-х і 1930-х роках були Нахман Авігад, Майкл Аві-Йона, Рут Аміран, Іммануель Бен-Дор, Авраам Біран, Бенджамін Мазар, Е. Л. Сукенік і Шмуель Євін.
До 1950-х років, на відміну від релігійних мотивів біблійних археологів, ізраїльська археологія розвивалася як світська дисципліна, частково вмотивована націоналістичним бажанням підтвердити зв'язок між сучасною, зароджуваною ізраїльською національною державою та стародавнім єврейським населенням землі. Археологія палеоліту мало цікавила, як і археологія християнського та мусульманського періодів. Іґаель Ядін, піонер ізраїльської школи археології, розкопав деякі з найважливіших місць у регіоні, включаючи Кумранські печери, Масаду, Хацор і Тель-Мегіддо. Світогляд Ядіна полягав у тому, що ідентичність сучасного Ізраїлю безпосередньо пов'язана з революційним минулим стародавнього єврейського населення регіону. Тому він зосередив більшу частину своєї роботи на розкопках місць, пов'язаних із попередніми періодами ізраїльської націоналістичної боротьби: Хацор, який він пов'язував із завоюванням Ханаану Ісусом Навином у бл. 1250 р. до н. е., а Масаду з протистояння єврейських повстанців римлянам у 72–73 рр. н. Масада була широко розкопана групою під керівництвом Ядіна з 1963 по 1965 рік і стала пам'ятником, що символізує волю нової ізраїльської держави до існування.
Сьогодні ізраїльські університети мають шановані кафедри та інститути археології, які займаються дослідженнями, розкопками, збереженням та навчанням. До відомих сучасних археологів належать Ейлат Мазар, Йорам Цафрір, Ронні Райх, Ехуд Нетцер, Адам Зертал, Йоханан Ахароні, Елі Шукрон, Габріель Баркай, Ізраель Фінкельштейн, Ізхар Гіршфельд та багато інших.

### Британська і європейська

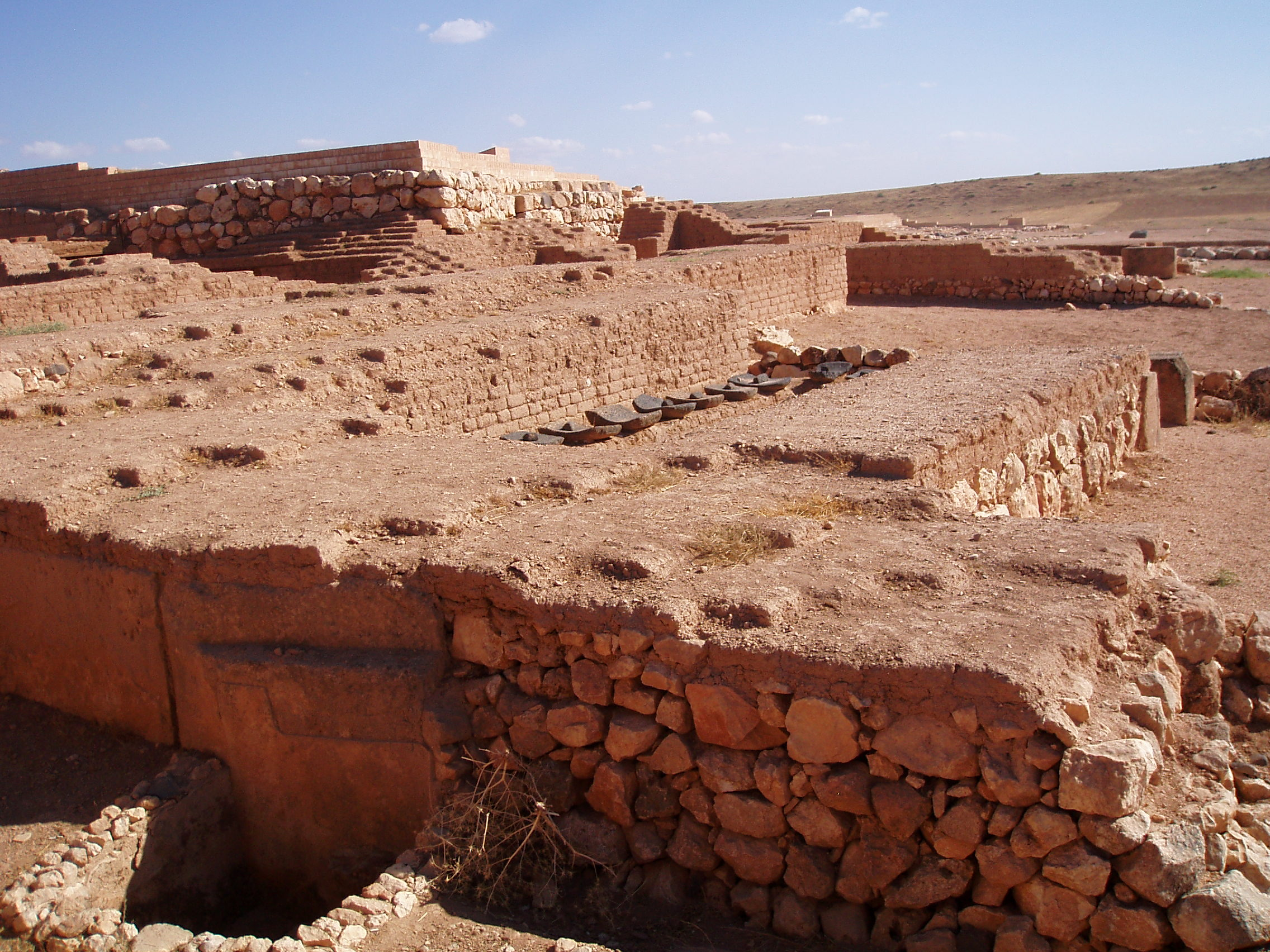
Місце розкопок в Еблі в Сирії

Європейські археологи також продовжують розкопки та дослідження в регіоні, причому багато з цих проектів зосереджені в арабських країнах, перш за все в Йорданії та Сирії, і меншою мірою в Лівані. Найзначніші британські розкопки включають сайт Телль-Небі-Менд (Кадеш) у Сирії та сайти Телль-Іктану та Телль-ес-Саадія в Йорданії. Інші відомі європейські проекти включають італійські розкопки в Телль-Мардіх (Ебла) і Телль-Мескене (Емар) у Сирії, участь Франції в Рас-Шамрі (Угарит) у Сирії, французькі розкопки в Телль-Ярмуті та німецькі розкопки в Телль-Масос (обидва в сучасному стані). Ізраїль) і голландські розкопки Тель-Дейр-Алла в Йорданії.
Італійські археологи були першими, хто здійснив спільні місії з палестинськими археологами на Західному березі річки Йордан, що стало можливим лише після підписання угод в Осло. Перший спільний проект проводився в Єрихоні та координувався Гамданом Тахою, директором Департаменту палестинських старожитностей і Римського університету «La Sapienza», представленим Паоло Маттіае, тим самим археологом, який відкрив місце Ебла в 1964 році. На відміну від спільних місій між американцями та йорданцями, у цьому проекті італійці та палестинці копали ті самі ями пліч-о-пліч.

### Північноамериканська
Окрім ізраїльських археологів, американці складають найбільшу групу археологів, які працюють в Ізраїлі. Були проведені спільні американо-йорданські розкопки, але Ніколо Маркетті, італійський археолог, каже, що вони не є справжньою співпрацею: «[…] ви можете знайти на місці одну яму з йорданцями та 20 ям, де копають американці. Після роботи, як правило, американці пояснюють йорданцям, що вони знайшли».

### Палестинська

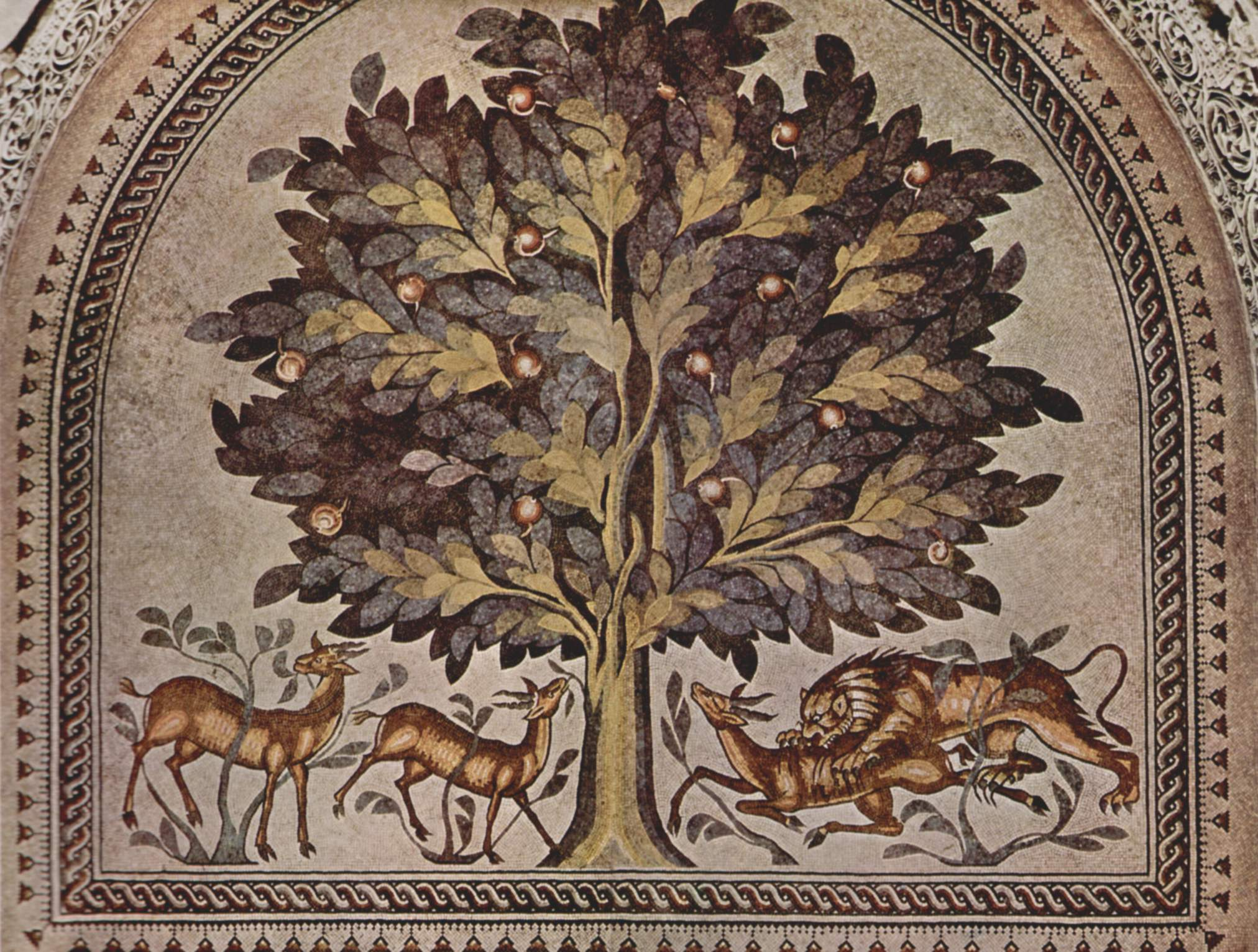
Мозаїка Омейядів з палацу Хішама в Хірбат аль-Маф'яр поблизу Єрихону

Залучення палестинців як практиків до вивчення палестинської археології відбулося порівняно недавно. В Археологічній енциклопедії Святої Землі зазначається, що «1990-ті роки відзначилися розвитком палестинської археологічної діяльності, зосередженої на тель-археології, з одного боку (Х. Таха та М. Садек), а також на дослідженні місцевого ландшафту та культурної спадщини з іншого (К. Нашеф і М. Абу Халаф)».
1987 року при університеті Бір-Зейт у Рамаллі був заснований Палестинський археологічний інститут. Це відбулося за допомогою Альберта Ґлока, який на той час очолював кафедру археології в університеті. Мета Ґлока полягала в тому, щоб створити археологічну програму, яка підкреслювала б палестинську присутність у Палестині, керуючись його переконанням, що «Археологія, як і все інше, — це політика, а моя політика [це] політики невдах». 1992 року Ґлок був убитий на Західному березі річки Йордан невідомими озброєними особами. Перші археологічні розкопки, проведені дослідниками з Університету Бір-Зейт, були проведені в Телль-Джаніні в 1993 році.
Погляди Ґлока знайшли відгук у творчості Халеда Нашифа, палестинського археолога у Бір-Зейті та редактора університетського журналу палестинської археології, який пише, що надто довго історію Палестини писали християнські та ізраїльські «біблійні археологи», і що палестинці повинні самі переписати цю історію, починаючи з археологічного відновлення стародавньої Палестини. Таку перспективу також можна побачити в практиці Гамдана Таги, директора Департаменту старожитностей і культурної спадщини Палестинської національної адміністрації, відповідального за нагляд за проєктами збереження та розкопок, у яких беруть участь як міжнародники, так і палестинці.
Ґерріт ван дер Коой, археолог із Лейденського університету в Нідерландах, який працює з Тагою, каже: «Мене не дивує, що сторонні розчаровуються [… Тага] дотримується своєї політики рівноправного партнерства. Це означає, що палестинці повинні бути залучені на кожному кроці», від планування і розкопок до публікації. На думку Ван дер Куя, така політика «цілком виправдана і додає проекту більшої соціальної цінності».
Девер стверджує, що нещодавнє наполягання на тому, щоб палестинську археологію та історію писали «справжні палестинці», походить від впливу тих, кого він називає «біблійними ревізіоністами», таких як Кіт В. Вайтлам, Томас Л. Томпсон, Філіп Девіс і Нільс Петер Лемче. Книга Вайтлема «Вигадка стародавнього Ізраїлю: Замовчування палестинської історії» (1996) і книга Томпсона «Міфічне минуле: біблійна археологія і міф про Ізраїль» (1999) були перекладені арабською мовою незабаром після їх публікації. Девер припускає, що «Нашиф і багато інших палестинських політичних активістів, очевидно, читали їх». Жорстко критикуючи обидві книги, Девер звинувачує тезу Вайтлема про те, що ізраїльтяни і «християни, натхненні єврейством», вигадали Ізраїль, таким чином, навмисно позбавивши палестинців їхньої історії, в тому, що вона є «надзвичайно підбурливою» і «межує з антисемітизмом», а книгу Томпсона — в тому, що вона є «ще більш шаленою».
Девер цитує редакційну статтю Нашефа, опубліковану в «Журналі палестинської археології» в липні 2000 року під назвою «Дебати про „Стародавній Ізраїль“: палестинська перспектива», в якій прямо згадуються чотири «біблійних ревізіоніста», згадані вище, як доказ його твердження, що їхня «риторика» вплинула на палестинських археологів. У самій редакційній статті Нашеф пише: «Справа в тому, що палестинці можуть запропонувати щось зовсім інше в дебатах про „стародавній Ізраїль“, які, здається, загрожують ідеологічній основі BAR (американський популярний журнал Biblical Archaeology Review, який відхилив цю статтю — РГД): вони просто існують, і вони завжди існували на землі Палестини …»
За даними Міністерства туризму та старовини Палестинської автономії, на Західному березі річки Йордан і в секторі Газа є 12 000 об'єктів археологічної та культурної спадщини, 60 000 традиційних будинків, 1750 основних місць поселення людей і 500 місць, які були розкопані на сьогоднішній день, 60 з яких є великими пам'ятками.

## Археологія в Ізраїлі
Розкопки в Ізраїлі тривають відносно швидкими темпами та ведуться відповідно до загалом високих стандартів. Екскаватори щороку повертаються до низки ключових об'єктів, які були відібрані через їхній потенційний науковий і культурний інтерес. Нинішні важливі місця розкопок включають Ашкелон, Хацор, Мегіддо, Тель-ес-Сафі, Дор, Гіппос, Тель-Кабрі, Гамла та Рехов. Останні проблеми зосереджуються на достовірності таких артефактів, як напис Йоаша та оссуарій Якова, а також на достовірності цілих хронологічних схем. Аміхай Мазар та Ісраель Фінкельштейн представляють провідних фігур у дискусії про природу та хронологію Ізраїльського царства.

## Археологія на Західному Березі
Після арабо-ізраїльської війни 1948 року Західний берег був анексований Йорданією (1950), і археологічні розкопки в цьому регіоні проводилися Департаментом старожитностей, як це було під час Британського мандату в Палестині. Складений з мусульманських і християнських урядовців і очолюваний британським археологом Джеральдом Ланкестером Гардінгом до 1956 року, польова археологія проводилася переважно іноземцями.
Серед великомасштабних експедицій були експедиції Американської школи східних досліджень у Телль-Балаті (1956—1964), Британської школи археології в Єрихоні (1952—1958) та École Biblique у Телль-ель-Фарі (1946—1960) та Хірбет Кумран (1951—1956). Посилення націоналістичного тиску призвело до звільнення Гардінга в 1956 році, після чого Департамент старожитностей очолили громадяни Йорданії.
Після того, як під час Шестиденної війни Ізраїль окупував дану територію, всі старожитності в цьому районі потрапили під контроль археологічного штабу, який є головою відділу археології цивільної адміністрації (ADCA). Хоча Гаазька конвенція забороняє вивезення культурних цінностей із військово окупованих територій, як іноземні, так і ізраїльські археологи організували масштабні розкопки, які піддалися критиці як перевищення меж законної роботи з охорони об'єктів, що знаходяться під загрозою зникнення. Під час цих досліджень було виявлено величезну кількість нових археологічних даних, хоча критики кажуть, що «було зроблено відносно мало зусиль для збереження або захисту археологічних залишків пізнішого ісламського та османського періодів, які мали безпосереднє відношення до територій мусульманського населення». До 2007 року ADCA було залучено до понад 6000 археологічних пам'яток на Західному березі річки Йордан, включаючи дослідження та розкопки, переважна більшість яких була прихована від громадськості та академічної інформації.
На початку ХХ століття палестинці зосередилися на дослідженні палестинської «матеріальної культури» у зв'язку з фольклором і звичаями. У 1920 році було засновано Палестинське східне товариство, найвідомішим членом якого був Тавфік Ханаан. Робота цього товариства була більше етнографічною та антропологічною, ніж археологічною. Інтерес до археологічних польових робіт зріс, коли у 1980-х роках на Західному березі річки Йордан з'явилися університети, які культивували новий підхід до палестинської археології. Нове покоління палестинців, як-от Альберт Глок, запровадило інновації в цій галузі, вивчаючи руїни ісламського та османського періодів у сільському контексті.

### Видатні знахідки та місця

#### Беламег
Беламег, розташований трохи більше однієї милі (1,6 км) на південь від Джаніна, це важливе місце бронзової доби, яке ототожнюють із стародавнім Іблеамом, ханаанським містом, згаданим у Єгипетському архіві, яке було завойоване Тутмосом III у XV столітті до нашої ери. Іблеам також згадується в трьох уривках єврейської Біблії. У римо-візантійські часи це місце називалося Белемот, а в джерелах хрестоносців — Кастеллум Белейсмум.
Місце було спочатку відкрито Віктором Гереном 1874 року, потім розкопувалося Готлібом Шумахером 1910 року та Белларміно Багатті 1974 року. Пізніше в 1996 році розпочалися розкопки в Хірбет Беламег під керівництвом Гамдана Таги з Палестинського відділу старожитностей. Вони були зосереджені на водному тунелі, висіченому в скелі десь у пізньому бронзовому або ранньому залізному віці, який з'єднував місто на вершині пагорба з джерелом води внизу, джерелом, відомим як Бір-ес-Сінджіб. Тунель дозволяв мешканцям проходити через нього непоміченими, що особливо корисно під час облоги. Є докази того, що тунель вийшов з ужитку у XVIII столітті до н. е., і що вхід згодом був відремонтований у римський період, тоді як саме місце показує заняття в середньовічний період. Було розроблено плани перетворити це місце на археологічний парк. Г. Шумахер описав водний тунель у 1908 році, а невеликі розкопки провів З. Єйвін у 1973 році. Водний прохід Беламег важливий для розуміння стародавніх систем водопостачання в Палестині.

#### Вифлеєм
У квітні 2007 року розпочато процедуру внесення Віфлеєму та церкви Різдва Христового до Списку всесвітньої спадщини ЮНЕСКО.

#### Сувої Мертвого моря
Сувої Мертвого моря — це 981 пергамент, знайдений в 11 печерах на пагорбах над Кумраном між 1947 і 1956 роками. Відкриття сувоїв Вільям Ф. Олбрайт назвав «[безсумнівно, найбільшою рукописною знахідкою сучасності», і більшість із них транскрибовано унікальною формою івриту, яка тепер відома як «кумранський іврит», і розглядається як посилання між біблійним івритом та івритом Мішни. Близько 120 сувоїв написані арамейською мовою, а деякі біблійні тексти написані давньогрецькою. Ізраїль придбав деякі з пергаментів, які, як вважають, були складені або переписані між І ст. до н. е. і І ст. н. е. після того, як їх вперше розкопав бедуїнський пастух у 1947 році. Решта були придбані Ізраїлем з музею Рокфеллера під час війни 1967 року.
Коли 350 учасників з 25 країн зібралися на конференції в Музеї Ізраїлю, присвяченій п'ятдесятиріччю знахідки, Амір Дорі, голова Управління старожитностей Ізраїлю (IAA), заявив, що 2000-річні документи були придбані законним шляхом і є невід'ємною частиною єврейської традиції. Палестинський академік Гамдан Тага відповів, що захоплення Ізраїлем творів після війни 1967 року було крадіжкою, «яка має бути виправлена зараз». Зараз Ізраїль цифрово фотографує тисячі фрагментів, що складають сувої Мертвого моря, щоб зробити їх у вільному доступі в Інтернеті.

#### Наблус
Старе місто Наблус складається із семи кварталів, що представляють характерний стиль традиційної міської архітектури Палестини. Місто, засноване в 72 році нашої ери імператором Веспасіаном під назвою Неаполіс, процвітало в періоди Візантії та Омейядів, ставши резиденцією єпископства. Пам'ятки в місті включають «дев'ять історичних мечетей (чотири побудовані на основі візантійських церков і п'ять з раннього ісламського періоду), мавзолей Айюбідів і церкву XVII століття, але більшість будівель є спорудами османської епохи, наприклад, 2 великих хана, 10 турецьких лазень, 30 миловарень оливкової олії ( з них працювало 7), 2850 тис. історичні будинки та виняткові родинні палаци, 18 ісламських пам'яток та 17 сабілів (фонтанів)». Кілька пам'яток у Старому місті відносяться до візантійського періоду та періоду хрестоносців. Під містом проходить система акведуків римської доби, частина якої нещодавно була збережена муніципалітетом і відкрита для відвідувачів.
За словами Гамдани Таги, під час ізраїльських військових вторгнень у 2002—2003 роках історичному центру міста було завдано великої шкоди. Твердження Таги було підтверджено серією доповідей, підготовлених ЮНЕСКО, в яких зазначалося, що внаслідок військових операцій, розпочатих у квітні 2002 року, сотні будівель у Старому місті постраждали, шістдесят чотири з яких були серйозно пошкоджені. З них сімнадцять були визначені як такі, що мають особливе значення для всесвітньої спадщини, відповідно до переліку об'єктів, підготовленого Університетом Граца між 1997 і 2002 роками. За даними ЮНЕСКО, витрати на реконструкцію оцінюються в десятки мільйонів доларів, хоча «втрату непоправної шкоди спадщини неможливо визначити фінансово».

#### Тель ес-Султан
Тель ес-Султан (що означає «Султанський пагорб») знаходиться в Єрихоні, приблизно за два кілометри від центру міста. Розкопки Кетлін Кеніон на цьому місці, розпочаті в 1951 році, встановили, що це було одне з найдавніших місць проживання людини, яке датується 9000 роком до нашої ери. Курган містить кілька шарів, що свідчать про його проживання протягом століть.
Незважаючи на те, що археологи визнають його важливість, наразі це місце не включено до Списку всесвітньої спадщини. У квітні 2007 року Гамдан Тага оголосив, що Департамент пам'яток старовини та культурної спадщини Палестинської влади розпочав процедуру його висунення.

### Виклики, пов'язані із ізраїльсько-палестинським конфліктом

#### Західний берег
Будівництво ізраїльського бар'єру на Західному березі річки Йордан пошкодило і загрожує пошкодити низку об'єктів, що становлять інтерес для палестинської археології, на Зеленій лінії та навколо неї, що викликало засудження з боку Всесвітнього археологічного конгресу (WAC) і заклик до Ізраїлю дотримуватися конвенцій ЮНЕСКО, які охороняти культурну спадщину. Восени 2003 року бульдозери, які готували ґрунт для ділянки бар'єру, що проходить через Абу-Діс у Східному Єрусалимі, пошкодили залишки 1500-річного візантійського монастиря. Будівництво було призупинено, щоб дозволити Управлінню старожитностей Ізраїлю (IAA) провести розкопки, під час яких серед інших артефактів було знайдено мозаїку. Медіа повідомили, що офіційне медіа IAA звинуватило Армію оборони Ізраїлю у тому, що він продовжує діяти, не запитавши думки IAA.

## Археологія в секторі Газа

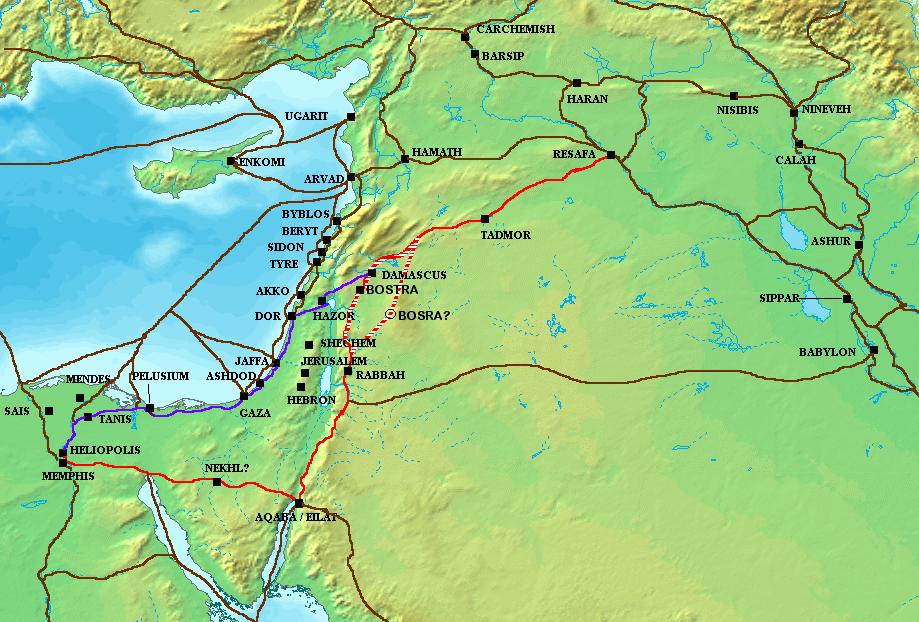
Via Maris (фіолетовий), Королівське шосе (червоний) та інші стародавні левантійські торгові шляхи, бл. 1300 рік до нашої ери

Протягом останніх 3500 років історія Гази була сформована її розташуванням на шляху, що з'єднує Північну Африку з родючою землею Леванту на півночі. Перший стратегічно важливий для єгипетських фараонів, він залишався таким для багатьох імперій, які прагнули володіти владою в наступному регіоні. Джеральд Батт, історик і автор «Гази на роздоріжжі», пояснює, що «вона опинилася об'єктом постійних облог — постійних битв… Люди були підпорядковані правлінню з усього світу. Протягом століть Газа була в центр великих військових кампаній у Східному Середземномор'ї». Головна магістраль Гази, дорога Салах ад-Діна, є однією з найстаріших у світі, нею перетинали колісниці армій фараонів та Александра Македонського, кавалерія хрестоносців і Наполеона Бонапарта.
Після створення в 1995 році Департаменту старожитностей у Газі, філії Міністерства туризму та старожитностей Палестинської національної адміністрації, кількість розкопок у секторі Гази, яка протягом тривалого часу залишалася поза увагою в археологічних дослідженнях, зросла в рази. Плани щодо будівництва національного археологічного музею також обіцяють висвітлити багату історію міста Газа, яке було описано як «одне з найстаріших живих міст у світі». Швидкий розвиток міст робить потребу в археологічних дослідженнях ще більш актуальною для захисту археологічної спадщини регіону. Тиск населення у крихітному секторі Газа є інтенсивним, а це означає, що численні потенційні археологічні об'єкти можуть бути забудовані і втрачені. На думку фахівців, під землею і під морем знаходиться набагато більше, ніж було виявлено на сьогоднішній день.

### Видатні знахідки та місця

#### Антедон
Спільні археологічні розкопки Палестинського відділу старожитностей і École Biblique et Archéologique Française почалися в таборі біженців Біч в Газі в 1995 році. Різноманітні артефакти, датовані аж 800 роком до нашої ери, включають високі стіни, кераміку, склади та глинобитні будинки з кольоровими фресками на стінах. Археологи вважають, що місцем може бути Антедон (Антидон), головний елліністичний морський порт на Середземному морі, який сполучав Азію та Африку з Європою.

#### Християнські пам'ятки
Візантійська церква VI століття була виявлена в 1999 році ізраїльським археологом на місці військової бази ЦАХАЛу в північно-західній частині сектора Гази. Добре збережена 1461-річна церква містить три великі барвисті мозаїки з квітковими мотивами та геометричними фігурами. Найбільш вражаючим з них є різнокольоровий медальйон на вході до церкви. Там вписано назву церкви, Св. Івана (названу на честь Івана Хрестителя), імена донорів мозаїки, Віктора та Йоханана, і дату закладки фундаменту церкви (544 р. н. е.). Також поблизу були знайдені візантійська гаряча лазня та штучні рибні ставки.
Палестинські археологи також виявили низку місць, важливих для християнства. У Телль-Умм-ель-Амер у 2001 році була розкопана мозаїка візантійської доби. Експерти вважають, що вона є частиною найстарішого монастирського комплексу, коли-небудь знайденого на Близькому Сході, імовірно заснованого в ІІІ столітті святим Іларіо. Хоча археологи, які працюють на місці, є палестинцями-мусульманами, вони не бачать нічого незвичайного у своєму бажанні захистити та популяризувати християнську святиню в районі, де сьогодні проживає лише 3500 християн. Ясер Матар, співдиректор розкопок, сказав: «Це наша історія; це наша цивілізація, і ми хочемо, щоб наші люди знали про це… Спочатку ми були християнами, а потім стали мусульманами. Ці люди були нашими прабатьками: стародавні палестинці». Доктор Мойн Садек, генеральний директор Департаменту старожитностей Гази, подав заявку до Організації Об'єднаних Націй з питань освіти, науки і культури (ЮНЕСКО) на надання йому статусу об'єкта всесвітньої спадщини і профінансувати охорону, реставрацію і реабілітацію об'єкту для відвідувачів. Інший монастир і мозаїка візантійської епохи, яка з тих пір називається «Мозаїка Джабалія», була розкопана Палестинським відділом старожитностей після того, як її знайшли робітники, які працювали на дорозі Салах ед Діна у місті Газа.

#### Телль ес-Сакан

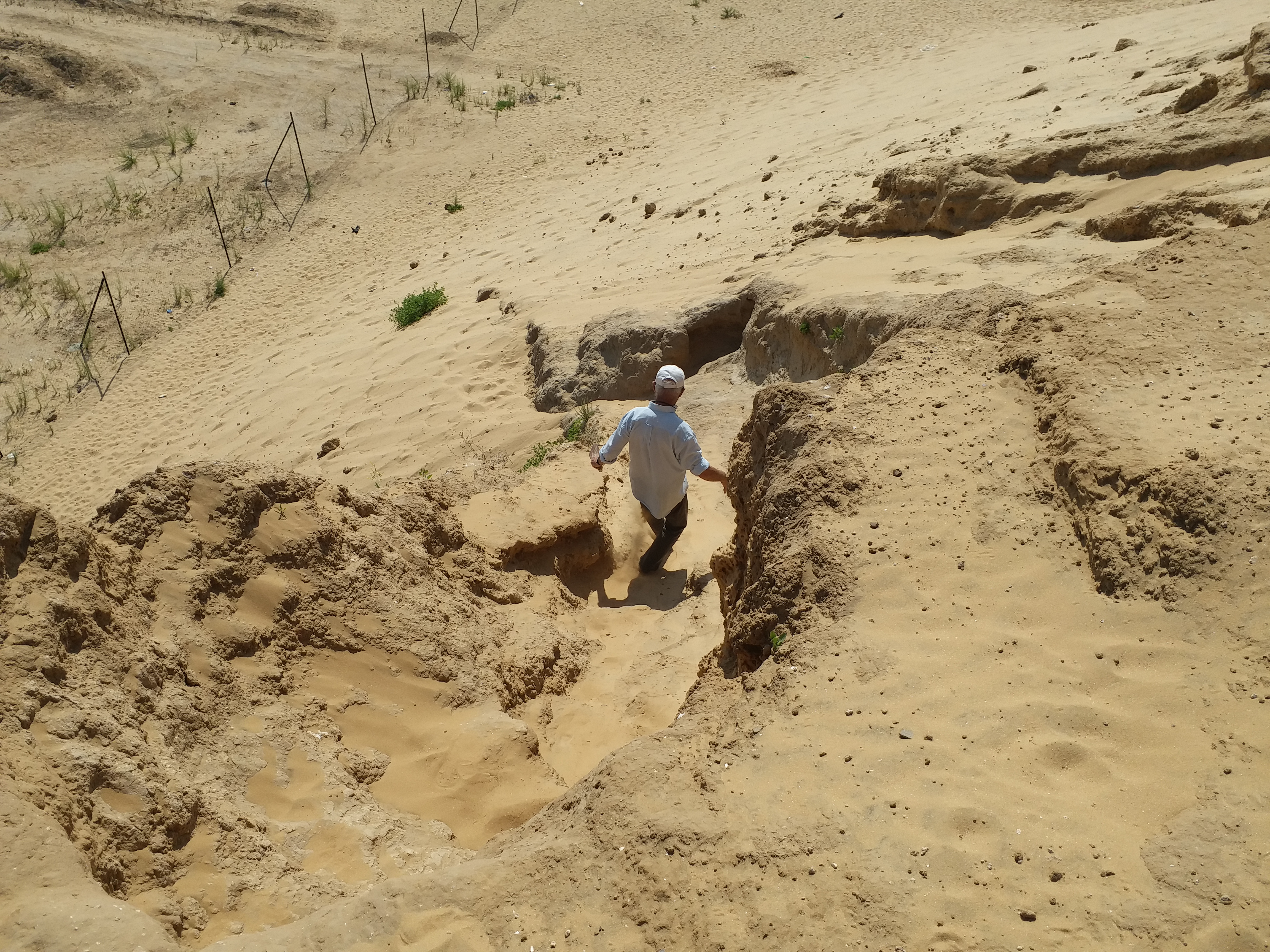
Телль ес-Сакан використовувався з до. до н. е.

Телль ес-Сакан — єдине відкрите на сьогодні місце ранньої бронзи в Газі. Місце, розташоване в п'яти кілометрах на південь від міста Газа, було виявлено випадково в 1998 році під час будівництва нового житлового комплексу, і роботи були припинені, щоб дозволити провести археологічні дослідження. Місце займає площу від восьми до дванадцяти гектарів і демонструє докази безперервного проживання протягом ранньої бронзової доби (3300–2200 рр. до н. е.). Спільні франко-палестинські розкопки за підтримки ПРООН почалися в серпні 2000 року, вони охопили площу 1400 квадратних метрів і виявили дві основні фази заселення. Чотири шари в основі пам'ятки свідчать про протодинастичне єгипетське поселення, яке датується кінцем IV тисячоліття до н. е.

### Виклики, пов'язані із ізраїльсько-палестинським конфліктом
У 1974 році IAA вивезла візантійську мозаїку VI століття з міста Газа під назвою «Цар Давид, що грає на лірі», яка зараз знаходиться в синагозі Музею Ізраїлю. Як повідомляє Джерусалем пост, для окупаційної влади незаконно вивозити стародавні артефакти з окупованої нею землі, але Ізраїль стверджує, що палестинці не змогли захистити старовини в районах, які вони контролюють. Гананя Гізмі, заступник ізраїльського відділу старожитностей Юдеї та Самарії, пояснив: «Можливо, це було зроблено для того, щоб зберегти мозаїку. Можливо, був намір повернути [мозаїку], але не вийшло. Я не знаю, чому».

## Археологія Старого міста Єрусалиму

### Суперечка про суверенітет
Пропозиції щодо інтернаціоналізації Старого міста Єрусалиму були відхилені всіма сторонами ізраїльсько-арабського конфлікту, кожна з яких наполягала на виключному суверенітеті. Ніл Сільберман, ізраїльський археолог, продемонстрував, як палестинці та ізраїльтяни використовували законні археологічні дослідження та зусилля по збереженню в партійних цілях. Замість того, щоб намагатися зрозуміти «природний процес руйнування, викорінення, перебудови, ухилення та ідеологічного переосмислення, який дозволив стародавнім правителям і сучасним групам претендувати на виключне володіння», археологи стали активними учасниками битви. Сілберман пише, що археологія, здавалося б, об'єктивна наука, загострила, а не пом'якшила поточну націоналістичну суперечку: «Розкопки тривають. Претензії та контрпретензії щодо виняткової історичної „власності“ сплітають воєдино випадкові акти насильства роздвоєної колективної пам'яті».
Археологічний тунель, що пролягає вздовж західної сторони Храмової гори, як її називають євреї, або Харам аш-Шаріф, як її називають мусульмани, у 1996 році викликав серйозний конфлікт. У результаті заворушення спалахнули в Єрусалимі та поширилися на Західний берег, що призвело до загибелі 86 палестинців і 15 ізраїльських солдатів.

### Пошкодження археологічних пам'яток

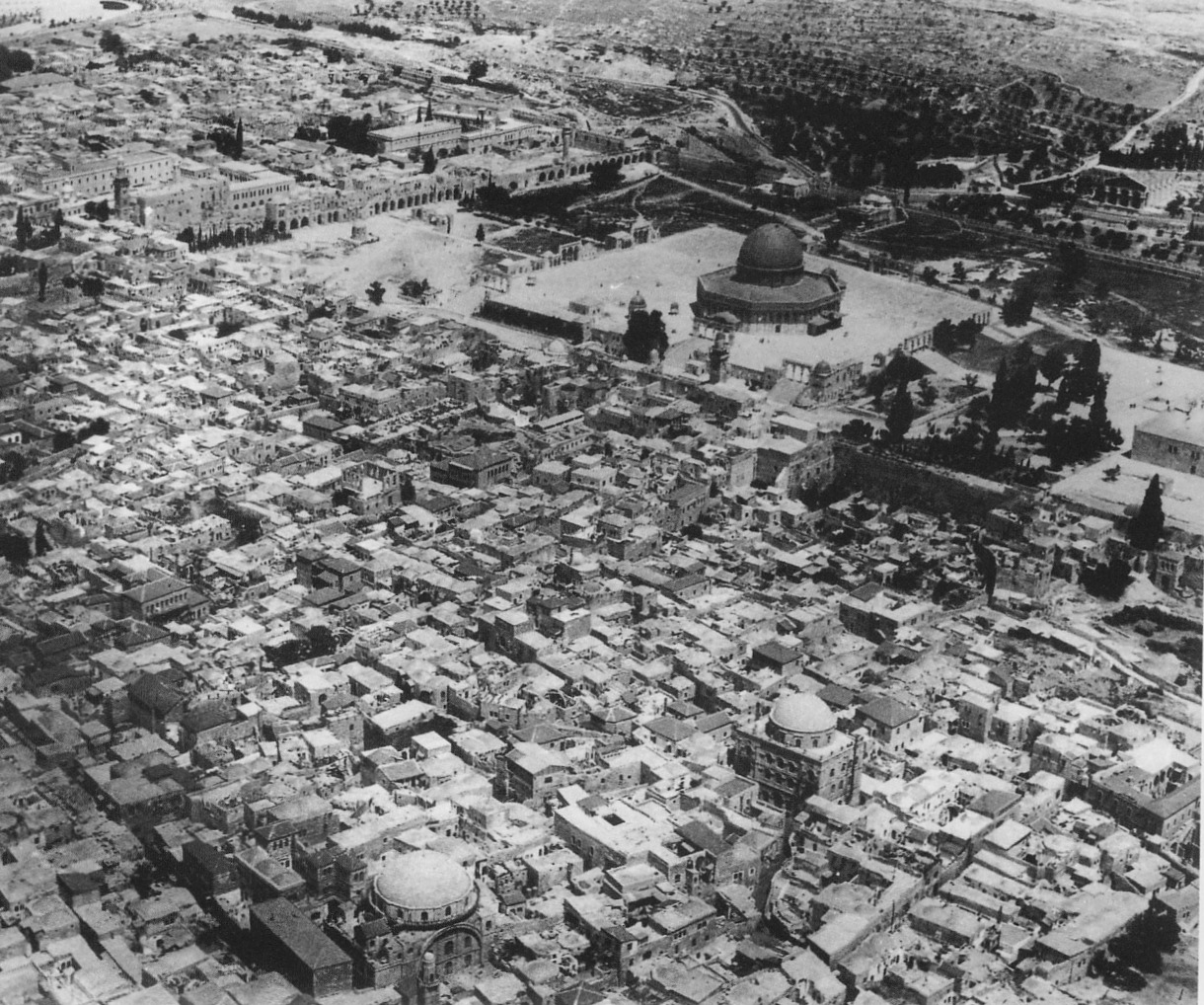
Старе місто Єрусалиму на початку ХХ століття. Єврейський квартал знаходиться внизу зображення. Два великі куполи в середньому та нижньому плані — це синагога Хурва та синагога Тифер Ізраель, обидві зруйновані йорданцями в 1948 році. Купол на задньому плані — це Купол Скелі.

Під час Першої арабо-ізраїльської війни та протягом періоду правління Йорданії над Єрусалимом, який закінчився в 1967 році, йорданська влада та військові сили проводили політику, описану їхнім військовим командиром як «розраховане знищення», спрямовану на єврейський квартал в Старому місті Єрусалиму. Йосеф Текоа, постійний представник Ізраїлю в організації на той час, описав дії Йорданії в листі до Організації Об'єднаних Націй як «політику безпідставного вандалізму, осквернення та порушення», що призвело до знищення всіх, крім одного із 35 єврейських молитовних будинків. Синагоги були зруйновані або пограбовані. Багато з них були зруйновані вибухівкою, а інші піддані ритуальному оскверненню шляхом перетворення на стайні. На стародавньому історичному єврейському кладовищі на Оливній горі десятки тисяч надгробків, деякі з яких датуються ще 1 століттям до нашої ери, були розірвані, розбиті або використані як плити, сходинки та будівельні матеріали на йорданських військових об'єктах. Великі ділянки кладовища були зрівняні з землею і перетворені на автостоянки та заправки.
1982 року після пропозиції Йорданії Старе місто Єрусалиму та його стіни були додані до Списку всесвітньої спадщини, що перебуває під загрозою. Відзначаючи «серйозне руйнування з наступною швидкою урбанізацією», ЮНЕСКО визначила, що об'єкт відповідає «критеріям, запропонованим для внесення об'єктів до Списку всесвітньої спадщини, що перебуває під загрозою, оскільки вони стосуються як „встановленої небезпеки“, так і „потенційної небезпеки“».

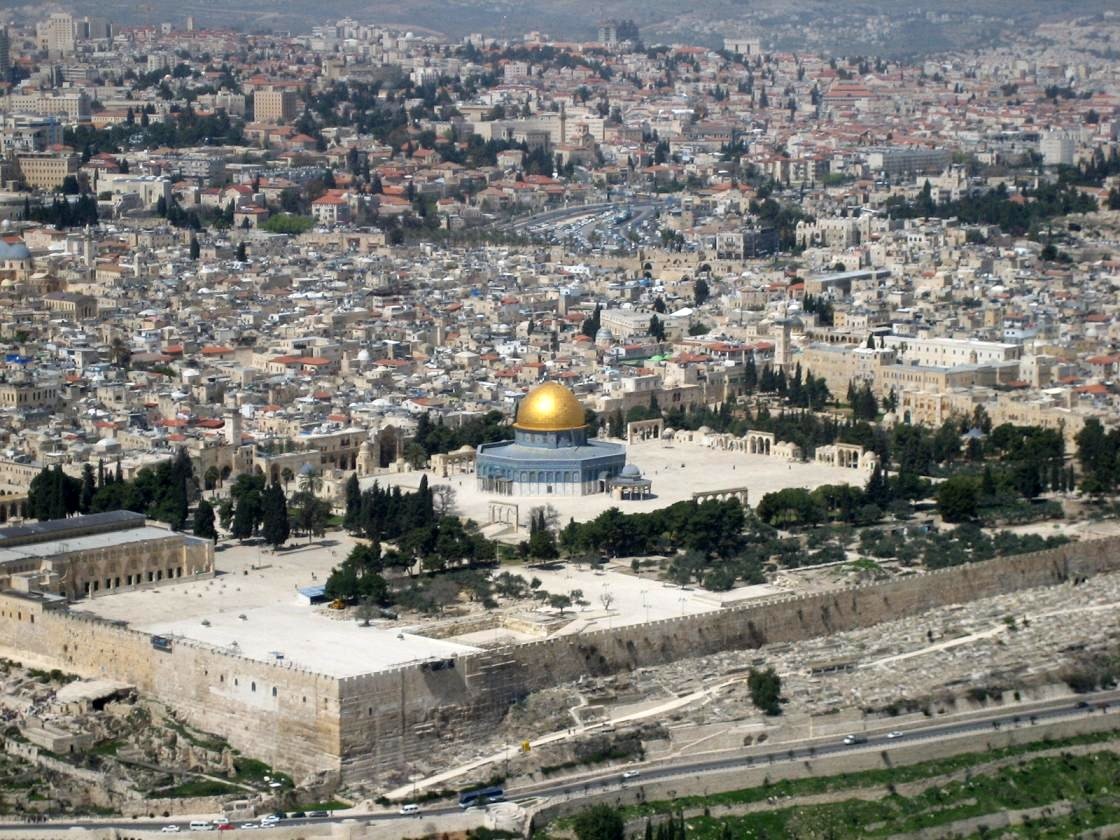
Храмова гора/комплекс Харам аш-Шаріф

Роботи, що проводяться Ісламським вакуфом з кінця 1990-х років з перетворення двох стародавніх підземних споруд у велику нову мечеть на Храмовій горі/Харам аш-Шаріф, пошкодили археологічні артефакти в районах Соломонових стаєнь і Воріт Хульди. З жовтня 1999 року по січень 2000 року влада Вакуфу в Єрусалимі відкрила аварійний вихід до щойно відремонтованої підземної мечеті, в процесі копання котловану розміром 18 000 квадратних футів (1 672 м2) і 36 футів (11 м) глибини. Управління старожитностей Ізраїлю (IAA) висловило занепокоєння з приводу пошкоджень, заподіяних структурам мусульманського періоду в межах комплексу в результаті розкопок. Джон Селігман, археолог Єрусалимського округу, сказав журналу Archaeology, що «IAA було зрозуміло, що аварійний вихід [у мечеті Марвані] був необхідний, але в найкращому випадку спершу було б проведено пошукову археологію». Селігман також сказав, що відсутність археологічного нагляду «означало велику втрату для всього людства. Це був археологічний злочин».
Деякі ізраїльські археологи також стверджували, що археологічний матеріал, датований періодом Першого Храму (приблизно 960—586 рр. до н. е.), було знищено, коли тисячі тонн стародавнього наповнювача з місця були скинуті в Кедронську долину, а також на муніципальне сміттєзвалище Єрусалима, де він змішався з місцевим сміттям, що унеможливило проведення археологічних досліджень. Вони також стверджували, що Вакуф навмисно видаляв докази єврейських останків. Наприклад, доктор Ейлат Мазар сказала Ynet News, що дії Вакуфа були пов'язані з регулярними запереченнями існування Єрусалимських храмів високопосадовцями Палестинської влади. Вона заявила, що «вони хочуть перетворити всю Храмову гору на мечеть лише для мусульман. Їх не хвилюють артефакти чи спадщина на цьому місці». Однак Селігман і Гідеон Авні, інший ізраїльський археолог, повідомили журналу Archaeology, що, хоча засипка справді містила осколки періоду Першого Храму, спочатку вони були розташовані в нестратифікованій засипці і тому не мали жодної серйозної археологічної цінності.

## Археологія в Йорданії
Порівняно з Ізраїлем, археологічні знання про Йорданію (колишня Трансйорданія) обмежені. Археологію досляджують два університети, Університет Йорданії та Університет Ярмук. Крім роботи в офіційному відділі старожитностей, в Йорданії є багато професійних археологів, які отримали іноземну освіту і працюють над десятками польових проектів. Знахідки були опубліковані в чотирьох томах «Дослідження з історії та археології Йорданії» (1982—1992).

## Археологія в Лівані

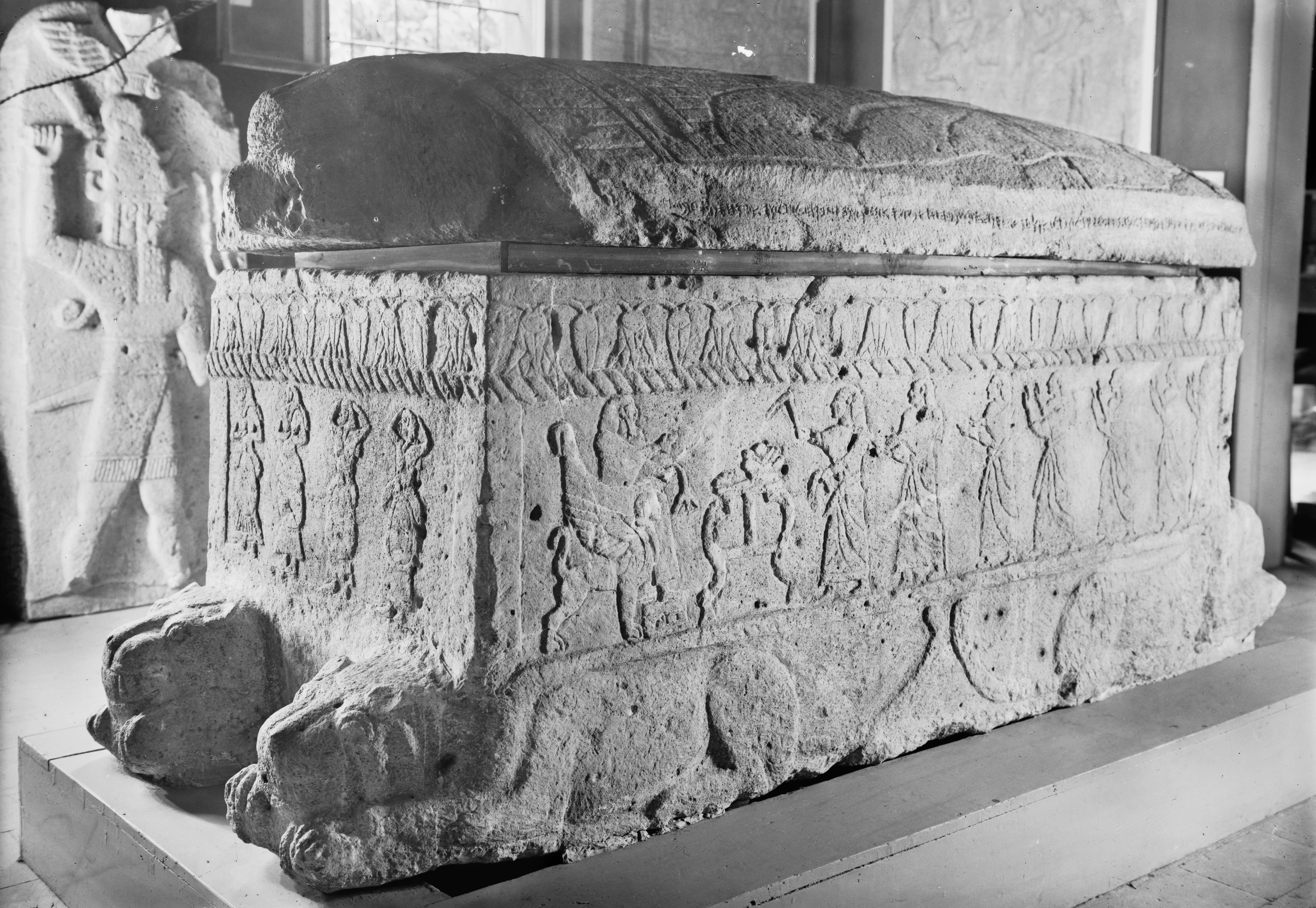
Саркофаг Ахірама в Національному музеї Бейрута

Важливі місця в Лівані, що відносяться до неандертальського періоду, включають Адлун, Чекка Дждіде, Ель-Маслоух, Ксар Акіл, Нахр Ібрагім і Нааме. Бібл — відоме місце археологічних розкопок, фінікійський морський порт, де, як вважають, знаходиться гробниця Ахірама. Стародавній фінікійський напис на гробниці датується ХІІІ-Х століттями до нашої ери. Бібл, а також археологічні пам'ятки в Баальбеку, Тіра, Сідона та Тріполі містять артефакти, які вказують на наявність бібліотек, що належать до періоду класичної античності.

## Археологія в Сирії
Прибережна, центральна та південна Сирія (включаючи сучасний Ліван) «складають основну частину стародавнього Ханаану, або південного Леванту», і, за словами Девера, ця територія «потенційно набагато багатша археологічними залишками, ніж Палестина». Проте в ХІХ столітті Сирія отримала значно менше археологічних досліджень, ніж Палестина. Починаючи з 1920-х років, великі розкопки були проведені в таких ключових місцях, як Ебла, Хама та Угаріт. Олбрайт уявляв Палестину та Сирію в одній культурній орбіті, і, хоч він був найбільш відомий своєю піонерською роботою з біблійної археології, він також передбачив сучасних вчених у використанні «сиро-палестинського» для інтеграції археології з Сирії.
Сирію часто називають «перехрестям цивілізацій», «через яке проходили каравани і військові експедиції, що рухалися між економічними і політичними полюсами стародавнього близькосхідного світу, від Єгипту до Анатолії, від Середземномор'я до Месопотамії». Незважаючи на значний географічний і культурний збіг із сусідніми регіонами, Аккерманс і Шварц зазначають, що фахівці в самій Сирії рідко використовують термін «сиро-палестинська археологія» для опису своїх досліджень у цій галузі. Сирію можна розглядати як окрему й автономну географічну та культурну одиницю, чиї зрошувані дощами рівнини могли б підтримувати більші за чисельністю населення, громади та політичні одиниці, ніж у Палестині та Лівані.
Слідуючи програмі Французького мандату, сирійська школа археології має офіційний відділ старожитностей, музеї в Алеппо та Дамаску та принаймні два важливі наукові журнали.

## Археологія в Туреччині (провінція Хатай)
Долина Амук у турецькій провінції Хатай допомогла зрозуміти історичну хронологію західної Сирії. Роберт Брейдвуд задокументував 178 стародавніх місць у долині Амук, вісім із яких потім були розкопані далі. Артефакти, знайдені під час цих розкопок, допомогли сформувати історичну хронологію сирійської археології, яка охоплює період від неоліту до раннього бронзового віку.

## Археологія, історія та сучасна арабо-ізраїльська політика
Сучасний арабо-ізраїльський конфлікт значно вплинув на археологію. Під час британської окупації багато єврейського та християнського населення відновили свій інтерес до стародавніх юдейських археологічних пам'яток, розташованих у регіоні. Кілька палестинських авторів стверджують, що сіоністи або люди, які вірять у єврейську батьківщину, використовують археологію для створення почуття національної ідентичності. Один автор у дуже суперечливій книзі навіть стверджує, що спільний проект Єврейського товариства дослідження Палестини та Ваадат Шемот (Комітету з імен) намагався перейменувати місця з арабо-османського шаблону на шаблон біблійного Ізраїлю. Сьогодні таке ставлення є важливим фактором у суперечках навколо Західного берега. Юдея і Самарія (назва регіону до окупації регіону Йорданією) є місцями розташування кількох археологічних пам'яток і давньоєврейських артефактів.